# USS Toucey (DD-282)
Za druga plovila z istim imenom glejte USS Toucey.
USS Toucey (DD-282) je bil rušilec razreda Clemson v sestavi Vojne mornarice Združenih držav Amerike.
Rušilec je bil poimenovan po politiku Isaacu Touceyju.